# Thionia coriacea
Thionia coriacea är en insektsart som först beskrevs av Fabricius 1803.  Thionia coriacea ingår i släktet Thionia och familjen sköldstritar. Inga underarter finns listade i Catalogue of Life.